# لويز كارلوس دا كوستا
لويز كارلوس دا كوستا (بالبرتغالية: Luiz Carlos da Costa‏) هو دبلوماسي برازيلي، ولد في 4 يونيو 1949 في ريو دي جانيرو في البرازيل، وتوفي في 12 يناير 2010 في Christopher Hotel ‏ في هايتي.